# Carlos Olivera (político peruano)
Carlos Olivera fue un político peruano. Ocupó el cargo de Subprefecto de la provincia de Paucartambo a fines del siglo XIX.
Fue elegido diputado por la provincia de Paucartambo en 1901 hasta 1906 durante los gobiernos de Eduardo López de Romaña, Manuel Candamo, Serapio Calderón y José Pardo y Barreda en la República Aristocrática. Fue reelecto en 1907 durante los primeros gobiernos de José Pardo y Barreda y Augusto B. Leguía y en 1913 durante el resto del gobierno de Augusto B. Leguía, los gobiernos de Guillermo Billinghurst y el primero de Oscar R. Benavides así como el inicio del segundo de José Pardo y Barreda
.